# Кахер-1
Кахер-1 (араб. 1-قاهر, також іноді «Subduer-1») — ракета зразку радянської С-75, під час громадянської війни в Ємені була перероблена хуситами в тип поверхня — поверхня що працює на двох видах палива (рідке та тверде). Була представлена в грудні 2015.